# Serpents (singolo)
Serpents è un singolo del gruppo musicale gallese Neck Deep, il terzo estratto dal loro secondo album in studio Life's Not out to Get You, pubblicato il 10 marzo 2016 dalla Hopeless Records. La canzone è stata una delle tre usate come sigla dello show NXT TakeOver: Brooklyn II. Successivamente è stato prodotto un remix della traccia ad opera di Mark Hoppus, presente nell'EP omonimo. 

## Video musicale
Il video ufficiale del brano, diretto da Miguel Barbosa, è stato pubblicato il 10 marzo 2016.

## Tracce
Testi e musiche di Neck Deep, Tom Denney, Andrew Wade, Jeremy McKinnon.
1. Serpents – 2:45

## Formazione
Formazione come da libretto.
- Ben Barlow – voce
- Lloyd Roberts – chitarra
- Fil Thorpe-Evans – basso, cori
- Matt West – chitarra
- Dani Washington – batteria